# Manama Club (pallacanestro)
Il Manama Club Basketball è una società di basket con sede nella città di Manama in Bahrein, fa parte della polisportiva del Manama Club e compete nella massima categoria nazionale, la Bahraini Basketball Premier League.
I colori sociali della squadra sono il blu, il rosso ed il bianco; le partite casalinghe vengono giocate presso la BBA Arena di Manama che può ospitare fino a 4.000 spettatori.

## Storia
Il Manama Club, è una polisportiva che conta squadre di vari sport, tra cui il calcio, che è stato fondato nel 1946 divenendo una delle figure più importanti nella crescita dello sport bahreinita. La squadra è conosciuta soprattutto per i suoi successi nella pallacanestro dove risulta essere la squadra più titolata della nazione, avendo vinto la Bahraini Basketball Premier League per ben 24 volte, la Bahraini Cup in 18 occasioni e la Bahraini Super Cup in sei occasioni.
La squadra ha ottenuto vari successi anche fuori dai confini nazionali, il club fu il primo del Bahrein ed il secondo proveniente dai paesi del Golfo Arabico ad arrivare nei primi tre posti della FIBA Asia Champions Cup, grazie al terzo posto conquistato nell'edizione 2000; il Manama ha vinto anche per due volte la Coppa dei Campioni del Golfo nell'edizione del 1994 e in quella del 2001.
Dalla stagione 2022-2023 la squadra prende parte alla nuova competizione internazionale della FIBA West Asia Super League, esordendo nella prima edizione del trofeo..
Il 17 giugno 2023 l'Al Manama, guidato in panchina da Linos Gavriel, sconfigge con il risultato di 67 a 59 l'Al Kuwait nella finalissima di Dubai, aggiudicandosi la prima edizione della FIBA West Asia Super League. Visto che nella stessa stagione la squadra si era aggiudicato anche la Bahraini Basketball Premier League e la Bahraini Basketball Cup 2023, il Manama ha realizzato per la prima volta nella sua storia il triplete.
In virtù di campione della West Asia Super League la squadra è stata invitata a partecipare alla Coppa Intercontinentale 2023 disputatasi a Singapore. Inserita nel girone insieme ai tedeschi del Telekom Bonn ed ai cinesi del Zhejiang G. Bulls, il Manama non è riuscito a vincere nessuna delle partite disputate, concludendo il girone all'ultimo posto e perdendo anche la finalina per il quinto posto contro la G League Ignite.

## Palmares

### Titoli nazionali
Bahraini Premier League:
- Campioni (25): 1977–78, 1988-1989, 1989–90, 1990–91, 1991–92, 1992–93, 1994–95, 1996–97, 1997–98, 1998–99, 1999–2000, 2000–01, 2001–02, 2002–03, 2003–04, 2004–05, 2005–06, 2012–13, 2013–14, 2015–16, 2016–17, 2017–18, 2021–22, 2022–23[4], 2023-24[8]

Bahraini Cup:
- Campioni (18): 1980, 1990, 1993, 1997, 1998, 1999, 2000, 2001, 2002, 2005, 2006, 2008, 2009, 2011, 2015, 2018, 2020, 2022,[9] 2023[5]

Bahraini Super Cup:
- Campioni(6): 2011, 2014, 2018, 2019, 2023, 2024

### Titoli internazionali
FIBA West Asia Super League
- Campioni (1): 2022–23

Gulf Basketball Clubs Championship
- Campioni (2): 1995, 2001

## Roster attuale
Il roster per la stagione 2024-2025 
|    | Naz.                   | Ruolo | Sportivo         | Anno | Alt. | Peso |  |
| -- | ---------------------- | ----- | ---------------- | ---- | ---- | ---- |  |
| 1  | Bahrein (bandiera)     | PG    | Mohamed Buallay  | 1995 | 190  | 88   |  |
| 2  | Bahrein (bandiera)     | PG    | Husain Shaker    | 1986 | 174  | 66   |  |
| 3  | Bahrein (bandiera)     | PG    | Ahmed Haji       | 1994 | 175  | 70   |  |
| 6  | Bahrein (bandiera)     | AP    | Mohamed Kawaid   | 1993 | 189  | 85   |  |
| 10 | Stati Uniti (bandiera) | G     | Tony Carr        | 1999 | 196  | 91   |  |
| 11 | Bahrein (bandiera)     | AG    | Ahmed Najaf      | 2004 | 196  | 90   |  |
| 12 | Bahrein (bandiera)     | C     | Ahmed Najaf      | 1991 | 199  | 86   |  |
| 13 | Stati Uniti (bandiera) | C     | Clint Chapman    | 1989 | 208  | 111  |  |
| 14 | Bahrein (bandiera)     | G     | Hasan Nowrooz    | 1988 | 185  | 76   |  |
| 15 | Bahrein (bandiera)     | AG    | Subah Azzam      | 1993 | 197  | 94   |  |
| 17 | Bahrein (bandiera)     | G     | Ali Jaber Kadhem | 2000 | 185  | 74   |  |
| 23 | Bahrein (bandiera)     | PG    | Saad Almashari   | 2005 |      |      |  |

### Staff tecnico
| Ruolo           | Nome                     |
| --------------- | ------------------------ |
| Capo Allenatore | Linos Gavriel            |
| Assistente      | Anastosis Stouggianoudis |
| Assistente      | Abdelaziz Khalaf         |